# 福建狸尾豆
福建狸尾豆（学名：Uraria neglecta）为豆科狸尾豆属下的一个种。也称长苞狸尾豆。